# Xerces
Xerces es una colección de bibliotecas para el análisis sintáctico, validación, serialización y manipulación de documentos XML de la Apache Software Foundation.

## API de análisis sintáctico incluidas
- DOM
- SAX
- SAX2

## Lenguajes de programación
Xerces está disponible para los lenguajes de programación Java, C++ y Perl.